# سليمان ديوماندي
سليمان ديوماندي هو لاعب كرة قدم بلجيكي في مركز الوسط، ولد في 21 يناير 1992 في ساحل العاج. لعب مع ليرس ونادي باريس.

## وصلات خارجية
- سليمان ديوماندي على موقع Soccerway.com (الإنجليزية)